# 자마 엘자자이르
자마 엘자자이르(아랍어: جامع الجزائر) 또는 알제 대모스크(프랑스어: Grande mosquée d'Alger)는 알제리의 수도인 알제에 위치한 모스크이다. 세계에서 가장 긴 37층 높이의 미나레트로 유명한 모스크로서 세계에서 3번째로 규모가 큰 모스크이기도 하다.

## 역사
2012년 8월에 알제리 정부가 중국의 국영 건설 회사인 중국건축공정총공사와 10억 유로 상당의 계약을 체결하면서 공사가 시작되었다. 독일의 건설 회사인 KSP 위르겐 엥겔 건축(KSP Juergen Engel Architekten)이 디자인을 담당했고 크렙스 운트 키퍼 인터내셔널(Krebs und Kiefer International)이 설계를 담당했다.
중국, 알제리 및 아프리카 국가 출신 노동자 2,300명이 모스크 건설 현장에 투입되었지만 유가 하락으로 인한 알제리 정부의 예산 문제로 인해 한동안 공사가 지연되기도 했다. 2019년 4월 29일에 준공되었다.

## 건축
모스크의 면적은 400,000m2에 달하며 지중해가 내려다 보이는 부지에 위치한다. 건물은 최대 120,000명을 수용할 수 있도록 설계되어 있는데 최대 37,000명에 달하는 신도들을 수용할 수 있는 기도실, 7,000대의 차량을 주차할 수 있는 주차장이 마련되어 있다. 단지 안에는 꾸란 학교, 공원, 도서관, 교직원 주거 지역, 소방서, 이슬람 미술관, 알제리 역사 연구 센터가 입주하고 있다.
모스크의 높이는 265m로서 아프리카에서 가장 높은 모스크이다. 37층에 달하는 미나레트 꼭대기에는 전망대가 마련되어 있다. 모스크는 진도 규모 9.0의 지진에도 견딜 수 있도록 설계되었으며 구조물은 부식에 견딜 수 있도록 특별히 가공했다. 주기도실 안에는 기둥을 지지하는 역할을 하는 618개의 팔각기둥이 세워져 있고 레이저 시스템을 활용하여 새겨진 길이 6km의 캘리그래피가 장식되어 있다. 기도실의 돔의 지름은 50m, 높이는 70m이다.

## 같이 보기
- 알제리의 마천루 목록
- 아프리카의 마천루 목록